# Björn Engels
 Björn Lionel G.Engels (Kaprijke, Bélgica, 15 de septiembre de 1994) es un futbolista belga. Juega de defensa y su club es el Royal Antwerp F. C. de la Primera División de Bélgica.

## Clubes
| Club                    | País       | Año       |
| ----------------------- | ---------- | --------- |
| Club Brujas             | Bélgica    | 2012-2017 |
| Olympiakos              | Grecia     | 2017-2019 |
| Stade de Reims (cedido) | Francia    | 2018-2019 |
| Stade de Reims          | Francia    | 2019      |
| Aston Villa F. C.       | Inglaterra | 2019-2021 |
| Royal Antwerp F. C.     | Bélgica    | 2021-     |

## Palmarés

### Campeonatos nacionales
| Título               | Club                | País    | Año     |
| -------------------- | ------------------- | ------- | ------- |
| Copa de Bélgica      | Club Brujas         | Bélgica | 2014-15 |
| Pro League           | Club Brujas         | Bélgica | 2015-16 |
| Supercopa de Bélgica | Club Brujas         | Bélgica | 2016    |
| Copa de Bélgica      | Royal Antwerp F. C. | Bélgica | 2022-23 |
| Pro League           | Royal Antwerp F. C. | Bélgica | 2022-23 |
| Supercopa de Bélgica | Royal Antwerp F. C. | Bélgica | 2023    |